# Tricoloreabilidad

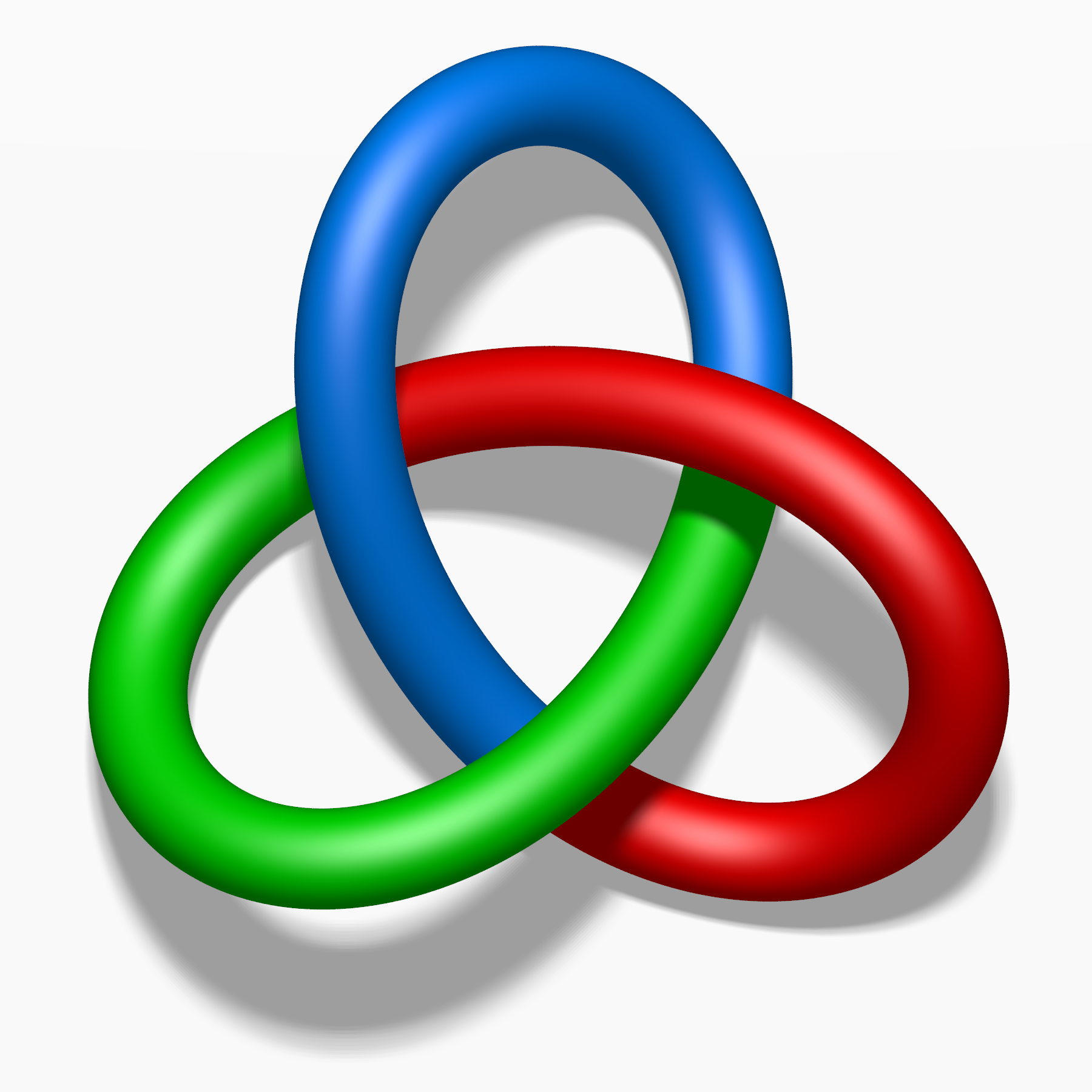
Un nudo trébol tricoloreado.

En el campo matemático de teoría de nudos, la tricoloreabilidad de un nudo es la propiedad de un nudo de ser coloreado de tres colores, bajo ciertas condiciones. La tricoloreabilidad es una invariante de isotopía, y entonces puede ser usada para distinguir dos nudos (no isotópicos). En particular, como el no nudo no es tricoloreable, cualquier nudo tricoloreable es necesariamente no trivial.

## Reglas de tricoloreabilidad
Un nudo es tricoloreable si cada tramo del diagrama de nudo se puede colorear en uno de tres colores, de acuerdo a las siguientes reglas:
1. Al menos dos colores deben ser usados, y
2. En cada cruce, los tres tramos incidentes son todos el mismo color o todos distintos.
Algunas referencias dicen en cambio que los tres colores deben ser usados. Para un nudo, esto es equivalente a la definición dada; pero para un enlace no lo es.
"El nudo trébol y el caso trivial de 2-eslabón son tricoloreables, pero el nudo trivial, el eslabón de Whitehead, y el nudo de figura ocho no. Si la proyección de un nudo es tricoloreable, entonces movimientos de Reidemeister aplicados al nudo preservan tricoloreabilidad, entonces o cada proyección de un nudo es tricoloreable, o ninguna lo es."

## Ejemplos
He aquí un ejemplo de como colorear un nudo de acuerdo a las reglas de tricoloreabilidad. Por convención se usan los colores rojo, verde, y azul.

#### Ejemplo de un nudo tricoloreable
El nudo de abuela es tricoloreable. En esta instancia, las tres hebras en cada cruce tienen tres colores distintos. Colorear uno pero no ambos de los nudos trébol, también es admisible. El nudo del amante verdadero es tricoloreable al igual que el nudo de la abuela.

#### Ejemplo de un nudo no tricoloreable
El nudo de figura ocho no es tricoloreable. En el diagrama de arriba, tiene cuatro hebras con cada par de hebras cruzandose en algún cruce. Si tres de la hebras tuviesen el mismo color, entonces todas las hebras serían el mismo color. De otra manera, cada una de estas cuatro hebras debe tener un color distinto. Y como la tricoloreabilidad es un invariante de nudo, ninguno de sus otros diagramas puede ser tricoloreado.

## Invariante de isotopía
Tricoloreabilidad es invariante de isotopía, lo cual es una propiedad de un nudo o enlace que se mantiene constante independientemente de cualquier isotopía del ambiente. Esto puede ser probado al examinar movimientos de Reidemeister. Como cada movimiento de Reidemeister puede hacerse sin afectar la tricoloreabilidad, ésta es un invariante de isotopía.
| Movimiento de Reidemeister I es tricoloreable. | Movimiento de Reidemeister II es tricoloreable. | Movimiento de Reidemeister III es tricoloreable. |
| ---------------------------------------------- | ----------------------------------------------- | ------------------------------------------------ |
|                                                |                                                 |                                                  |

## Propiedades
Como la tricoloreabilidad es una clasificación binaria (un eslabón es o no es tricoloreable), es una invariante relativamente débil. La composición de un nudo tricoloreable con otro nudo es siempre tricoloreable. Una manera de reforzar la invariante es contar el número de posibles 3-coloraciones. En este caso, la regla de que al menos dos colores son usados se relaja y todo eslabón tiene al menos tres 3-coloraciones(pintar cada arco del mismo color). En este caso, un eslabón es 3-coloreable si tiene más de 3-coloraciones.
Cualquier eslabón con componentes separables es tricoloreable.

#### En nodos de toro
Si el nudo de todo/eslabón denotado por (m,n) es tricoloreable, entonces también los son (j*m, i*n) y (i*n, j*m) para todos los números naturales i e j.